# Zofia Zamenhof

Firma di Zofia Zamenhof

Zofia Zamenhof (Cherson, 13 dicembre 1889 – Treblinka, agosto 1942) è stata un'esperantista e pediatra polacca.

## Biografia
Era figlia di L. L. Zamenhof, ideatore dell'esperanto, e di sua moglie Klara. Fu sorella di Adamo e Lidia Zamenhof.
Dal 1907 al 1913 studiò medicina all'Università di Losanna. Lavorò dapprima nell'ospedale di Lebedyn e poi a Varsavia. Durante la seconda guerra mondiale si trasferì nel ghetto di Varsavia, dove continuò la sua attività di medico finché non fu portata nel campo di concentramento di Treblinka, dove morì nell'estate del 1942.